# Катанія (футбольний клуб)
Футбольний клуб «Катанія» (італ. Calcio Catania) — італійський футбольний клуб з однойменного міста, розташованого в регіоні Сицилія. 
Наразі виступає у третьому за силою дивізіоні чемпіонату Італії (Серії C). Більшу частину історії провела у другому за ієрархією футбольному дивізіоні країни — Серії B, п'ять разів здобувала право підвищення у класі до Серії A. Найвище досягнення — восьме місце у чемпіонаті Італії, яка команда здобувала двічі — в сезонах 1960–61 та 1964–65.

## Історія

### Ранній період

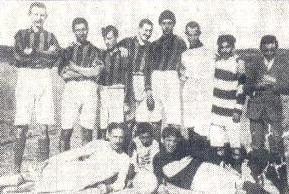
Найперша наявна фотографія команди «Про Патрія», датована 1908 роком.

Футбольний клуб веде свою історію від 19 червня 1908 року, коли у Катанії було засновано команду «Про Патрія» (італ. A.S. Educazione Fisica Pro Patria). Як і в більшості регіонів Півдня Італії головним каталізатором розвитку футболу в Катанії були команди іноземних суден, насамперед англійських, члени яких під час перебування на суходолі розважалися грою у футбол між собою та проти місцевих гравців. Тож перші матчі новостворена катанійська команда проводила саме проти моряків суден, що входили до міського порту. Вже за два роки після заснування команда змінила назву на «Катанійська спортивна спілка» (або просто «Катанезе», італ. Unione Sportiva Catanese).
Пізніше команда ще декілька разів змінювала назву, сучасну назву (італ. Calcio Catania) отримала 1946 року, з відновленням змагань після завершення Другої Світової війни. До цього, у довоєнний період, команда спочатку змагалася у регіональних турнірах, а в сезоні 1934–35 дебютувала у загальнонаціональній Серії B (другому за ієрархією дивізіоні Італії). Після війни команда починала змагання в Серії C, піднявшись на один щабель вище, у Серію B, в сезоні 1948-49.

### Піднесення до Серії A
Ще за п'ять років команда здобула право участі у Серії A, дебютувавши в елітному футбольному дивізіоні в сезоні 1954–55. В дебютному сезоні в еліті італійського футболу «Катанія» добилася дуже пристойного турнірного результату, фінішувавши 12-ю з 18 команд-учасниць. Однак, попри це досягнення, команда того ж року понизилася у класі, повернувшись до Серії B, відповідно до рішення футбольної федерації, яка звинуватила «Катанію», а також срібного призера чемпіонату «Удінезе», у фінансових зловживаннях. 
Наступне повернення до Серії A відбулося лише 1960 року. Цього разу виступ в елітному дивізіоні після тривалої перерви став ще вдалішим — команда завершила сезон сезоні 1960–61 на восьмій позиції, результат, який команді й досі не вдалося перевершити, лише ще одного разу повторити (в сезоні 1964–65).

### Втрата позицій і наступне повернення
За результатами сезону 1965-66 команда втратила місце в Серії A, згодом декілька разів поверталася до вищого дивізіону, але закріпитися у ньому не вдавалося. Натомість, протягом 1970-х «Катанія» навіть двічі вибувала до третьої за ієрархією Серії C1. Пізніше, у другій половині 1980-х саме третій за силою дивізіон італійського футболу, Серія C1, став місцем постійного перебування «Катанії».
Згодом до турнірних проблем команди додалися фінансові негаразди, і 1993 року команда взагалі була позбавлена професійного статусу та опинилася в аматорському чемпіонаті Сицилії. Пізніше професійний статус клубу було відновлено і він розпочав повернення до вищих ліг італійської футбольної першості. 1995 року команда розпочала змагання в четвертому за силою професійному дивізіоні країни, Серії C2, 1999 року перейшла на щабель вище — до Серії C1, ще за три сезони, у 2002, команда знову повернулася до Серії B.

### Новітня історія
Нарешті 2006 року «Катанія» зайняла друге місце у Серії B, яке дозволило їй в сезоні 2006-07, після більш ніж 20-річної перерви, знову стартувати у найсильнішому дивізіоні, Серії A. Від часу останнього повернення команда успішно вирішує завдання збереження прописки у Серії A, займаючи місця у другій частині турнірної таблиці, однак вище зони вильоту.
Сезон 2012/2013 можна вважати  останнім вдалим сезоном, за підсумком якого команда зайняла 8 з 20 місць у Серії А. Наступного сезону набравши лише 32 очки у 38 іграх Катанія посіла 18-е місце, що не давало змогу залишитись у лізі. Сезон 2014/2015 команда грала у Серії В, де за підсумком сезону посіла 15 з 22 команд, але через скандал з договірними матчами була знижена до третього за силою дивізіону, у якому розпочала сезон з -9 очок.

## «Сицилійське дербі»

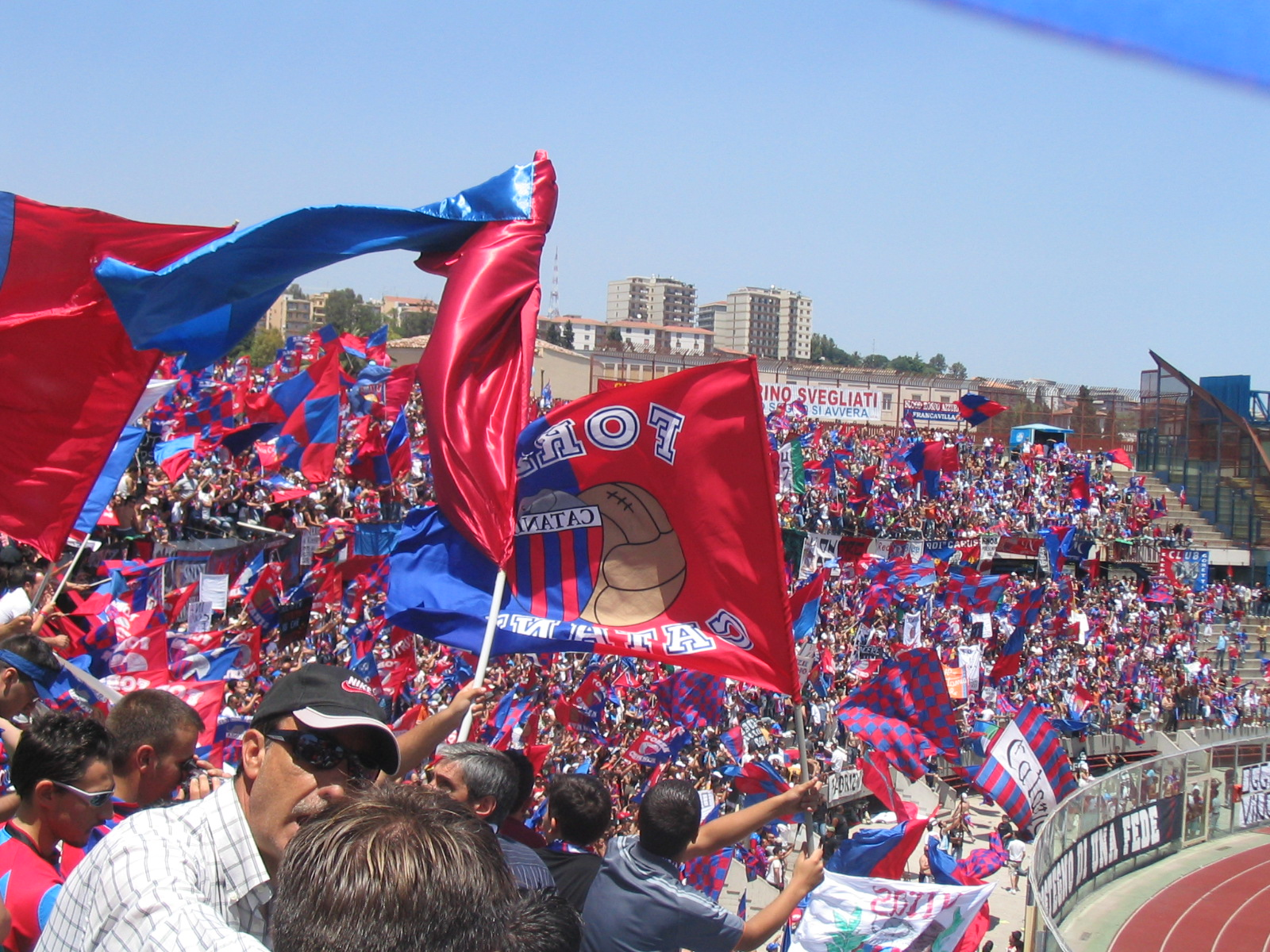
Уболівальники «Катанії» на північній трибуні домашньої арени клубу.

Традиційно для футболу, насамперед італійського, особливою принциповістю відзначаються дербі, тобто матчі між командами з одного міста або регіону країни. Традиційним суперником «Катанії» у так званому «сицилійському дербі» є команда зі столиці Сицилії «Палермо», матчі проти якої відзначаються особливою напругою, а також протистоянням уболівальників команд.
Ігри між «Катанією» та «Палермо» нерідко спричиняють масові заворушення за участі фанатів цих клубів. 2 лютого 2007 року таке протистояння завершилося трагічною загибеллю поліцейського, що брав участь у сутичці з уболівальниками «Катанії». Результатом цього інциденту стало призупинення змагань в Серії A на декілька тижнів.
Дещо довшу історію аніж «сицилійське дербі» має протистояння «Катанії» зі ще одною командою острова — «Мессіною». Однак це суперництво характеризується значно меншими пристрастями на футбольному полі та поза його межами.

## Відомі гравці
- Клаудіо Раньєрі
- Луїш Олівейра

## Досягнення
- Чемпіон Серії B: 1953–54